# August 2000
Portal Geschichte | Portal Biografien | Aktuelle Ereignisse | Jahreskalender | Tagesartikel

◄ |
19. Jahrhundert |
20. Jahrhundert
| 21. Jahrhundert

◄ |
1970er |
1980er |
1990er |
2000er
| 2010er | 2020er | 2030er | ►

◄ |
1996 |
1997 |
1998 |
1999 |
2000
| 2001 | 2002 | 2003 | 2004 | ►

◄ |
Mai 2000 |
Juni 2000 |
Juli 2000 |
August 2000 |
September 2000 |
Oktober 2000 |
November 2000 |
►
Dieser Artikel behandelt tagesbezogene Nachrichten und Ereignisse im August 2000.

## Tagesgeschehen

### Dienstag, 1. August 2000

Logo der FAZ

- Frankfurt am Main/Deutschland: Die Frankfurter Allgemeine Zeitung (FAZ) vollzieht die Abkehr von den Regeln der Rechtschreibung gemäß deren Reform ab 1996 und nutzt wieder die bis zur Umstellung 1999 von ihr angewandten Schreibweisen. Ihre Herausgeber hoffen auf „viele Nachahmer“ unter den Herausgebern von Druckerzeugnissen.[1]
- Leverkusen/Deutschland: Bayern München gewinnt die fünfte Auflage des DFB-Ligapokals. Nach dem 5:1 im Endspiel gegen Hertha BSC geht der Titel zum vierten Mal in vier Jahren an die Bayern. Die Zuschauerzahl geht im dritten Jahr in Folge zurück.[2]

### Donnerstag, 3. August 2000
- Philadelphia/Vereinigte Staaten: Der Gouverneur von Texas George W. Bush wird von der Republikanischen Partei als Kandidat für die Präsidentschaftswahl im November nominiert. Es gab keinen anderen Bewerber, als letzter verbliebener Konkurrent zog Alan Keyes seine Kandidatur während des Nominierungsparteitags zurück.[3]

### Freitag, 4. August 2000
- Atlantik: Die Atlantische Hurrikansaison 2000 beginnt, als sich das Tiefdruckgebiet Alberto wenige Tage nach seiner Entstehung aus einer Tropischen Welle über Guinea zum Tropischen Wirbelsturm verstärkt.[4]

### Sonntag, 6. August 2000
- Vatikanstadt: Die Kongregation für die Glaubenslehre veröffentlicht die Erklärung Dominus Iesus, der Inhalt des Schriftstücks führt zu Konflikten mit anderen christlichen Kirchen.

### Donnerstag, 10. August 2000
- Wuppertal/Deutschland: Das Amtsgericht Wuppertal verurteilt mehrere Angreifer, welche eine Gedenkveranstaltung am 9. Juni 2000 im ehemaligen KZ Kemna attackierten, zu Haftstrafen.[5]
- Colombo/Sri Lanka: Die Premierministerin Sirimavo Bandaranaike tritt zurück. Nachfolger wird Ratnasiri Wickremanayake.[6]
- Tel Aviv-Jaffa/Israel: Schlomo Ben Ami wird vom Ministerpräsidenten Ehud Barak zum neuen Außenminister von Israel ernannt.[7]
- Rom/Vatikanstadt: Der katholische XV. Weltjugendtag beginnt. An der bis zum 20. August andauernden Veranstaltung nehmen zwei Millionen Jugendliche aus 157 Ländern teil.

### Freitag, 11. August 2000
- Kotelnitsch/Russland: Der Ungar András Toma kommt als letzter Kriegsgefangener des Zweiten Weltkriegs nach 55 Jahren aus einer psychiatrischen Klinik frei.[8]

### Samstag, 12. August 2000

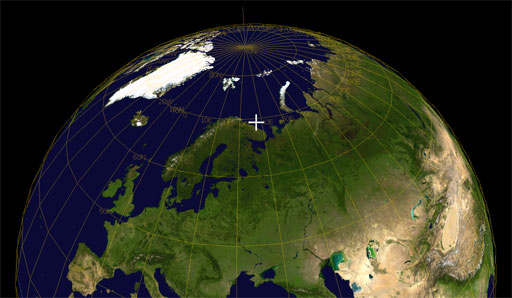
Unfallstelle des U-Boots Kursk

- Barentssee: Das russische Atom-U-Boot Kursk sinkt, nachdem sich an Bord Wasserdampf und gasförmiger Sauerstoff bildeten, mit 118 Mann Besatzung 180 km nordöstlich von Murmansk.[9]

### Sonntag, 13. August 2000
- Berlin/Deutschland: Der Kaufhauserpresser Arno Funke kommt wegen guter Führung aus der Justizvollzugsanstalt Plötzensee vorzeitig frei.

### Dienstag, 15. August 2000
- Pjöngjang/Nordkorea, Seoul/Südkorea: Erstmals seit einem halben Jahrhundert dürfen sich ausgewählte Familien aus Nord- und Südkorea besuchen. Je 100 Personen begegnen sich in Pjöngjang beziehungsweise Seoul.[10]

### Mittwoch, 16. August 2000
- Santo Domingo/Dominikanische Republik: Rafael Hipólito Mejía Domínguez von der Revolutionären Partei wird als neuer Staatspräsident vereidigt.[11]

### Donnerstag, 17. August 2000
- Bonn/Deutschland: Die Versteigerung von Lizenzen für den Mobilfunkstandard UMTS durch die Regulierungsbehörde für Telekommunikation und Post erlöst 98,8 Milliarden D-Mark. Das Geld fließt in die Kasse des Bunds. Der neue Standard bietet eine Datenübertragungsrate von theoretisch 42 Mbit/s.[12]
- Los Angeles/Vereinigte Staaten: Die Demokratische Partei nominiert den Vizepräsidenten der Vereinigten Staaten Al Gore zu ihrem Kandidaten für die Präsidentschaftswahl im November. Die Entscheidung fällt einstimmig.[13]
- Riga/Lettland: In einem Einkaufszentrum in der lettischen Hauptstadt werden zwei Sprengstoffanschläge verübt. Eine Person starb, 35 wurden verletzt. Über die Hintergründe ist selbst Jahre später nur wenig bekannt.[14]

### Samstag, 19. August 2000
- Carlsbad/Vereinigte Staaten: Bei   der Explosion einer Erdgaspipeline sterben 12 Camper.[15]

### Sonntag, 20. August 2000
- Klettwitz/Deutschland: Im südlichen Brandenburg wird der EuroSpeedway Lausitz eröffnet. Zu diesem Anlass finden sich 80.000 Besucher an der neuen Motorsport-Rennstrecke in der Nähe der Stadt Senftenberg ein.[16]
- Moskau/Russland: Nach langer Debatte spricht die Russisch-Orthodoxe Kirche den letzten Zaren Nikolaus II., Kaiser und Autokrat aller Russen, seine Frau, seine Kinder und 1.100 weitere Personen heilig. Das Kriterium für die Heiligsprechung ist, dass die Personen für ihren Glauben starben.[17]
- Wirral/Vereinigtes Königreich: Der niederländisch-britische Hersteller von Kosmetika und Körperpflege-Produkten Unilever gibt bekannt, dass er Rechnungen im Vereinigten Königreich nur noch in der Währung Euro begleicht. Vor wenigen Tagen vollzog der Kfz-Hersteller Toyota denselben Schritt. Die Zeitung Financial Times sieht darin einen Angriff auf die Regierung Tony Blairs, die am Pfund Sterling festhält.[18]
- Athi River/Kenia: Auf der Uganda-Bahn entgleist ein Güterzug mit Flüssiggaswaggons. Durch ein daraus entstandenes Feuer sterben 24 Menschen.[19][20]

### Dienstag, 22. August 2000
- Belfast/Vereinigtes Königreich: Mit der Festnahme des UFF-Extremisten Johnny Adair durch eine Verfügung des Außenministers Peter Mandelson wird erstmals eine Amnestie aus dem Karfreitagsabkommen aufgehoben.[21]

### Mittwoch, 23. August 2000
- Persischer Golf/Bahrain: Gulf-Air-Flug 072 stürzte nach dem Start am Flughafen Bahrain durch einen Controlled flight into water in das Meer vor der Küste. Alle 143 Insassen kommen bei dem Unfall ums Leben.

### Donnerstag, 24. August 2000
- Berlin/Deutschland: Vertreter von Deutschland und Österreich unterschreiben ein Abkommen zur Vermeidung von Doppelbesteuerung bei der Einkommens- und bei der Vermögenssteuer.[22]

### Samstag, 26. August 2000
- Mill Point/Vereinigte Staaten: Der gesuchte deutsche Neonazi und Möder Hendrik Möbus kann von der Polizei im Bundesstaat West Virginia festgenommen werden.[23]

### Sonntag, 27. August 2000

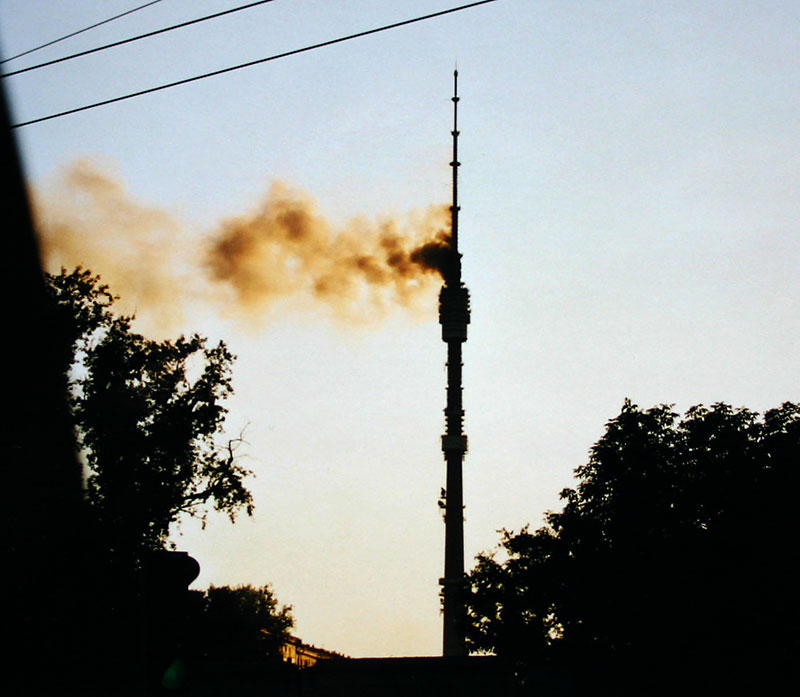
Feuer im Fernsehturm von Moskau

- Moskau/Russland: Im Moskauer Fernsehturm Ostankino bricht Feuer aus.[24]
- Jolo/Philippinen: Im Entführungsfall Abu Sajaf kommt der entführte Werner Wallert nach 127 Tagen Geiselhaft frei.
- Karlsruhe/Deutschland: Im Verfahren um den Mord an Melanie und Karola Weimar erlangt nach dem Verwurf der Revision am Bundesgerichtshof, das Urteil Rechtskraft.

### Montag, 28. August 2000
- New York/Vereinigte Staaten: 2.000 Gesandte der führenden Glaubensgemeinschaften der Welt versammeln sich auf Einladung der Vereinten Nationen, um Wege zum Frieden auf dem Planeten Erde zu erörtern. Das Symposium wird am 31. August enden.[25]

## Weblinks

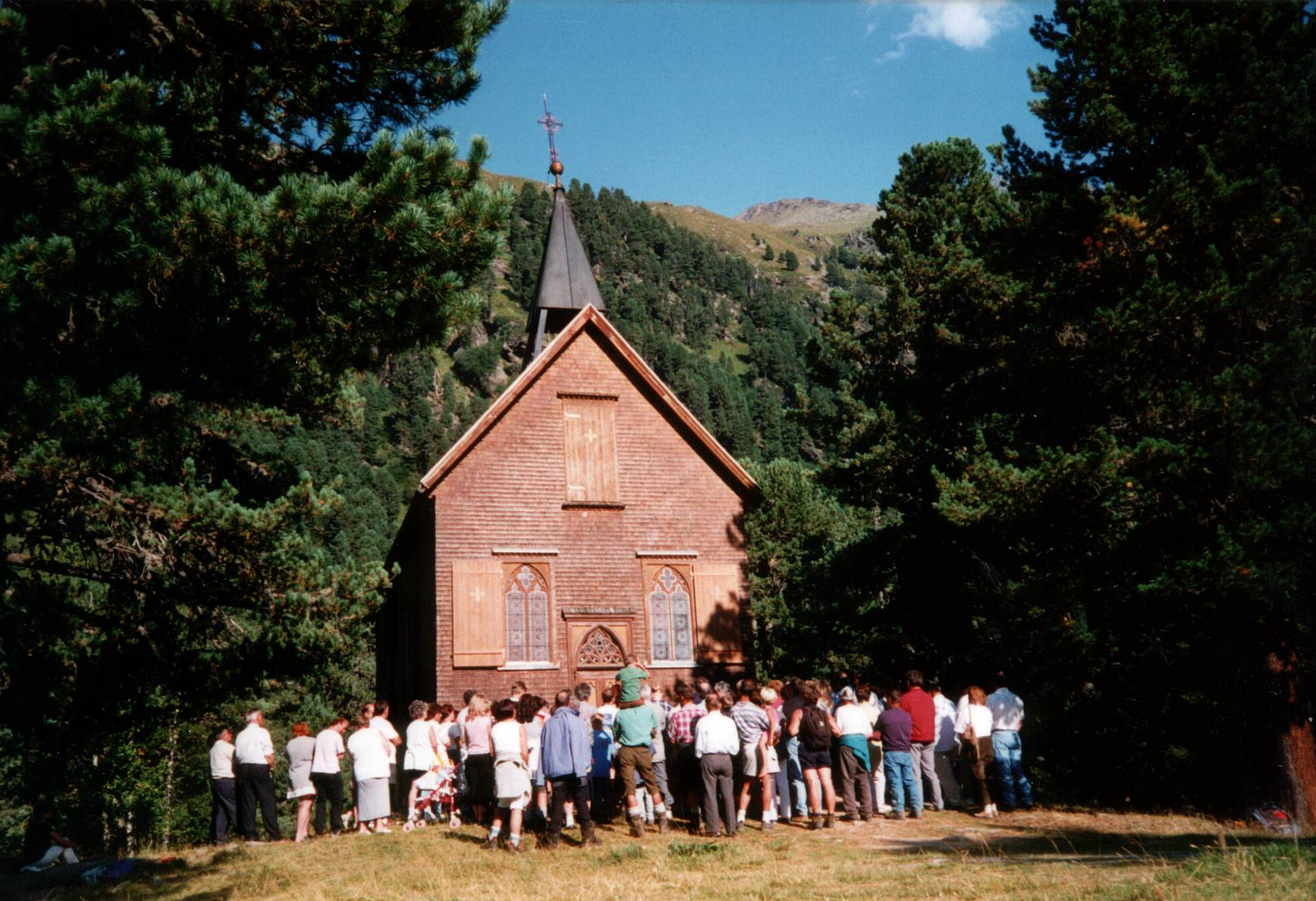
Tirol im August 2000